# Un peccator pentito
Un peccator pentito est un oratorio en langue italienne composé au milieu du XVIIe siècle et attribué au compositeur italien de musique baroque Luigi Rossi (v.1598-1653),.

## Historique
Le thème de Un peccator pentito (Un pécheur repenti) est généralement exprimé sous la forme d'oratorios dans la musique italienne du XVIIIe siècle.
L'oratorio Un peccator pentito, dont l'incipit est Mi son fatto nemico il mondo e'l cielo, est une œuvre anonyme dont le manuscrit est conservé dans la collection Barberini de la Bibliothèque du Vatican (Bibliotheca Apostolica Vaticana) sous la référence Barb. Lat. 4231. Il ne doit pas être confondu avec un oratorio qui porte le même nom mais dont l'incipit est Spargete sospiri.
L'auteur du texte est connu : il s'agit du poète romain Giovanni Lotti,.
Le doute plane par contre sur l'identité du compositeur. Des évidences stylistiques indiquent que son compositeur serait Luigi Rossi, un compositeur originaire du sud de l'Italie qui fut, de 1621 à 1641, au service de la famille Borghese puis, de 1641 à 1645, au service du cardinal Antonio Barberini, neveu du pape Urbain VIII et généreux mécène. On considère que l'activité principale de Luigi Rossi dans le domaine de l'oratorio (et donc la composition de l'oratorio Un peccator pentito et de l'Oratorio per la Settimana Santa), a pris place entre 1641 et 1645, durant son service auprès de la famille Barberini, avant leur départ pour le Royaume de France, où elle demeura en exil jusqu'en 1653 et le double séjour de Luigi Rossi à Paris (1646/47 et 1648/49), où il fut invité par le cardinal Mazarin à travailler en tant que compositeur à la cour de France.

## Description
Le texte de l'oratorio reprend les paroles d'un pécheur repentant, qui exprime son angoisse d'avoir rejeté Dieu et son désir du pardon divin. Les voix et les instruments expriment des sentiments profonds de remords et de désespoir, contrebalancés par l'espoir engendré par le repentir.
Il s'agit d'un oratorio composé en langue italienne, dit oratorio volgare (oratorio en langue « vulgaire », la langue commune par opposition à la langue latine),.
La musique est caractéristique de Luigi Rossi par le style souple des récitatifs, la peinture plastique des mots et la sensibilité avec laquelle la mélodie épouse le texte.
Un aspect intéressant des oratorios qui sont attribués à Luigi Rossi est l'usage du lirone ou lira da gamba : la sonorité de cet instrument était considérée à cette époque comme particulièrement appropriée pour l'accompagnement de textes pathétiques.
L'oratorio se termine par une morale finale, revêtant ici la forme d'un madrigal.

## Discographie
- Deux oratorios, Les Arts florissants, dirigés par William Christie (enregistré en janvier 1982 et paru en 1982 sur CD Harmonia Mundi ; réédité dans la série "Musique d'abord" sous la référence HMA 1901091)

Chanteurs :
Agnès Mellon, Jill Feldman, sopranos
Guillemette Laurens, alto
Dominique Visse, haute-contre
Michel Laplénie et Étienne Lestringant, ténors
Philippe Cantor, baryton
Gregory Reinhart, basse
Instrumentistes :
Erin Headley, Lirone (lyre)